# Distretto di Nidau
Il distretto di Nidau è stato uno dei 26 distretti del cantone di Berna in Svizzera. Confinava con i distretti di La Neuveville a nord-ovest, di Bienna a nord, di Büren a est, di Aarberg a sud e di Erlach a sud-ovest. Il comune di Nidau era il capoluogo del distretto. Comprendeva una parte del lago di Bienna. La sua superficie era di 113 km² e contava 25 comuni.
I suoi comuni sono passati alla sua soppressione al Circondario di Biel e al Circondario del Seeland.

## Comuni
- CH-2558 Aegerten
- CH-2564 Bellmund
- CH-2555 Brügg
- CH-3274 Bühl
- CH-3272 Epsach
- CH-2575 Hagneck
- CH-3274 Hermrigen
- CH-2563 Ipsach
- CH-2565 Jens
- CH-2514 Ligerz
- CH-3274 Merzligen
- CH-2572 Mörigen
- CH-2560 Nidau
- CH-2552 Orpund
- CH-2562 Port BE
- CH-2553 Safnern
- CH-2556 Scheuren
- CH-2556 Schwadernau
- CH-2557 Studen
- CH-2572 Sutz-Lattrigen
- CH-2575 Täuffelen
- CH-2513 Twann-Tüscherz
- CH-3272 Walperswil
- CH-3252 Worben

## Divisioni
- 1840: Täuffelen → Hagneck, Täuffelen

## Fusioni
- 1920: Bienne (distretto di Bienne), Madretsch, Mett → Bienne (distretto di Bienne)